# DSA-254
La DSA-254 es una carretera perteneciente a la Red Secundaria de la Diputación Provincial de Salamanca que une las carreteras  A-66  y  N-630  con la localidad de Valdesangil.

## Origen y Destino
La carretera  DSA-254  tiene su origen en Béjar en la intersección de la salida 410 de la autovía  A-66  con la  N-630 , y termina en el casco urbano de Valdesangil, formando parte de la Red de carreteras de Salamanca.